# 杨嚣
杨嚣，又名嚻（219年前—265年後），弘农华阴人，杨脩的儿子。杨嚣于泰始初年担任典军将军，受到重用，与儿子杨准均在晋朝知名于世。贾充母亲去世的时候，晋武帝以东南有战事为由，派杨嚣前去宣布命令，让贾充只丁憂六十天，隨即奪情。杨嚣很早就去世了，他为官清贫，去世后家无私财，咸宁四年（278年），晋武帝下诏赐予王基、卢钦、杨嚣三家谷物各三百斛。子杨准。

## 見
- 弘農楊氏